# Lendvay Placid
Lendvay Placid (1650 k. – Pannonhalma, 1699. augusztus 29.) bencés szerzetes, pannonhalmi főapát.

## Élete
Életének korai szakaszáról kevés forrás maradt fenn, így csak feltételezik a kutatók, hogy valamikor 1650 körül születhetett. Egy győri nemesi családból származott. Azt sem lehet tudni, hogy pontosan mikor lépett be a bencés rendbe, de 33 éves korában már a perjeli tisztséget viselte. Perjelként az 1683-as török hadjárat idején főapátja kérésére Ausztriába menekült, hogy szükség esetén át tudja venni a rend irányítását. Erre csak Rumer Márton 1693-ban bekövetkezett halála után került sor, amikor egyhangúlag választotta főapáttá a pannonhalmi közösség. Még ugyanebben az évben, augusztus 20-án avatta főapáttá Jaklin Balázs nyitrai püspök.

## Munkássága
Egy évvel megválasztása után a pannonhalmi szerzetesi élet megújítása érdekében összeállította a Charta caritatis-t, ami a ciszterci rend azonos című szabályzatának mintájára készült, és a szerzetesi erényekre való buzdítás mellett az együttélés kereteit is az istentisztelet gyakorlatát is megszabta.
Egyik fő feladatának tekintette, hogy biztosítsa a mindenkori pannonhalmi főapát jogait, akár más főpapokkal szemben is. Így az esztergomi érsekkel a modori, deáki és füssi plébániák feletti joghatóság miatt keveredett vitába.
Sok feladatott jelentett a birtokperekben való eljárás, különösen a Győr vármegyei és Komárom vármegyei birtokszomszédokkal kellett peres úton tisztázni a főapátság birtokainak határát. Gondoskodott az elpusztult falvak lakosságának újratelepítéséről, az ő nevéhez köthető Győrszentiván és Tárkány benépesítése.
Sokat utazott, és a rend ügyeinek intézése miatt gyakran megfordult Bécsben, Pozsonyban és Nagyszombatban. Egy ilyen utazás során megbetegedett, és hosszú hónapok után 1699 nyarán halt meg.